# Экерн, Олав
Олав Экерн (норв. Olav Økern; 3 июня 1911 года, Хуле — 11 апреля 2000 года, Хуле) — норвежский лыжник, призёр Олимпийских игр 1948 года.

## Карьера
Его дядей был лыжник Харальд Экерн — участник Олимпийских игр 1924 года, а двоюродная сестра Марит Экерн занималась спортивным ориентированием.
На Олимпийских играх 1948 года в Санкт-Морице, завоевал бронзовую медаль эстафете, в которой он бежал второй этап, уйдя на свой этап на 4-й позиции Экерн сумел обойти представителя сборной Австрии и вывести свою команду на 3-е место. Так же был 13-м в гонке на 18 км. В гонке на 50 км участия не принимал.
На Олимпийских играх 1952 года в Осло, Экерн был самым возрастным лыжником, но несмотря на почти 41-летний возраст он остановился в шаге от завоевания олимпийской медали, заняв 4-е место в гонке на 50 км, лишь 17 секунд уступив в борьбе за бронзу своему соотечественнику Магнару Эстенстаду. В других гонках олимпийского турнира участия не принимал.
На чемпионате мира 1938 года в Лахти завоевал серебряную медаль в эстафете.
Большую часть свой жизни Экерн проработал лесорубом, имел репутацию очень сильного человека и сторонника больших тренировочных нагрузок. Во время второй мировой войны Экерн более двух лет провёл в концентрационном лагере под Гамбургом, но это не помешало ему, к удивлению многих, вернуться в большой спорт и стать олимпийским медалистом. 